# Center for International Security and Cooperation
Auparavant Center for International Security and Arms Control (Centre pour la sécurité internationale et le contrôle des armements), co-fondé par le physicien Sidney Drell et le politologue John Lewis,  CISAC est à présent l'acronyme du Center for International Security and Cooperation (Centre pour la sécurité internationale et la coopération). Le CISAC est un centre de recherches à l'université Stanford qui étudie un ensemble de questions relatives à la sécurité nationale et internationale, en particulier la prolifération nucléaire, le contre-terrorisme et la résolution des conflits. Les chercheurs du CISAC ont également apporté d'importantes contributions à l'étude des conflits ethniques et à la gouvernance globale. Le Centre fait partie du Freeman Spogli Institute for International Studies (en).
Il a comporté ou comporte encore parmi ses membres les plus connus William Perry, l'astronaute Sally Ride, Condoleezza Rice, et Whitfield Diffie, l’un des  pionniers de la cryptographie à clé publique.